# Jairo Jiménez
Pour les articles homonymes, voir Jiménez.
Jairo Jiménez  est un footballeur international panaméen né le 7 janvier 1993. Il joue au poste de milieu de terrain.

## Biographie
Il participe à la Ligue des champions de la CONCACAF en 2012 avec le club du Chorillo FC.
International panaméen, il participe à la Gold Cup 2013 avec l'équipe du Panama.

## Palmarès
- Finaliste de la Gold Cup 2013 avec l'équipe du Panama
- Vainqueur du Tournoi d'ouverture du championnat du Panama en 2011 avec le Chorillo FC